# Dimitris Verginis
Dimitris Verginis, en Griego: Δημήτρης Βεργίνης (nacido el 15 de mayo de 1987 en Salónica, Grecia), es un jugador griego de baloncesto. Con 1,92 metros de estatura, juega de escolta para el Panionios BC.

## Trayectoria
[actualizar]

## Palmarés
- Euroliga (2009)
- A1 Ethniki (2009, 2010)
- Copa Griega (2009)